# عبد الكريم أحمد الخميسي
عبد الكريم أحمد الخميسي هو أديب وشاعر يمني. ولد عام 1942 في محافظة حجة. تلقى تعليمه الأولي في كتاتيب منطقته، حصل على شهادة الثانوية مع دبلوم عالي في العلوم الصحية. تولى مناصب حكومية، ثم انتقل إلى السلك الدبلوماسي، فعمل في العديد من سفارات اليمن. له كتابات أدبية وشعرية منشورة في مجلات وصحف يمنية وعربية، ترجمت بعض أشعاره إلى الروسية والصينية. أسس نادي فلسطين الثقافي عام 1970. عين مديراً للكثير من الصحف اليمنية. عمل أميناً عاماً لاتحاد الأدباء اليمنيين كما له مساهمات في كتابة القصيدة الغنائية والأناشيد الوطنية، وغنى له عدد من الفنانين.